# Milan Vukelić
Milan Vukelić (en alphabet cyrillique serbe : Милан Вукелић), né le 2 janvier 1936 à Novi Sad et mort le 4 septembre 2012 à Belgrade, est un footballeur yougoslave.

## Palmarès
- Championnat de Yougoslavie : 1961, 1962, 1963, 1965